# Management des connaissances
Le management des connaissances est une des dimensions de la gestion des connaissances au sein d'une organisation.
Le management selon les objectifs doit participer à l'identification et la sélection des savoirs stratégiques afférents, et également à l'exploitation des connaissances tout en assurant leur protection.
Le management doit assurer des actions de coaching d'équipe et motiver les salariés à collaborer, en transformant les éventuelles structures verticales "tayloriennes", en structures horizontales fonctionnant par projet, pour tendre vers une organisation apprenante.

## Objectifs
Les compétences, les métiers, de savoirs, les savoir-faire et les brevets constituent une richesse dans une organisation. L'organisation doit savoir faire fructifier ce capital immatériel.
De plus, la gestion de ce capital permet d'améliorer la performance d'une organisation à travers la motivation du personnel dont les connaissances sont ainsi valorisées. Les experts sont ainsi encouragés à développer une culture du partage qui facilite la capacité d’innovation au sein de l'organisation.
Cette gestion des connaissances va permettre également d'améliorer la prise de décision en diminuant la subjectivité et le temps pour prendre cette décision. De plus, la mise à disposition des moyens informatiques permet de « tracer » toutes les raisons d’une décision et facilite ainsi le retour d'expérience pour améliorer les décisions suivantes.
Dans les entreprises et dans le but de maintenir une bonne communication, les méthodes de management mises en place ont pour but de maintenir l'employé dans un carcan protecteur. On ne cherche plus à placer l’employé en porte-à-faux mais plutôt à l’aider à contribuer à la production intellectuelle de l’entreprise et à sa gestion des connaissances. On cherche à conserver et protéger l’employé dans une atmosphère saine où sont pérennes le bon moral, la satisfaction du salarié, et toutes les attitudes optimistes. On se place ainsi dans une atmosphère irréelle où s’opposent volonté d’amélioration et satisfaction personnelle. Il est alors plus aisé pour l’employé de se placer en opposition à l’administration de son entreprise qu’il perçoit comme la référence en matière de pensée que de produire par lui-même une réflexion sur les sujets qui l’occupent tous les jours.

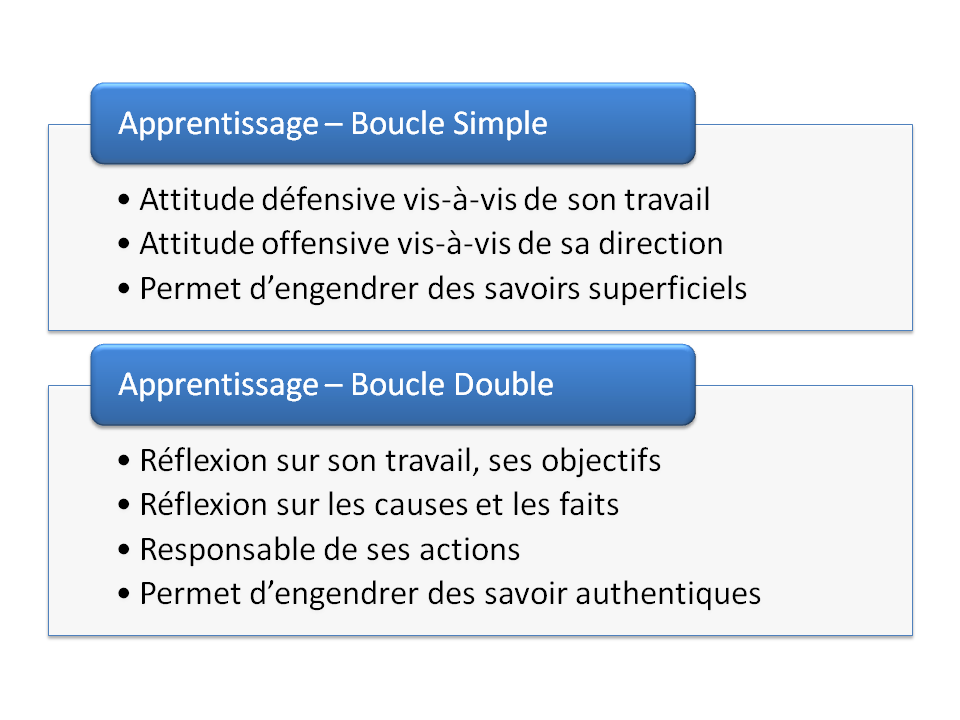
Les deux schémas d'apprentissage selon Chris Argyris.

Chris Argyris,, professeur à la Harvard Business School, met en avant deux schémas d’apprentissages :
- Un apprentissage en boucle simple, où l’individu corrige son action après avoir observé qu'elle ne menait pas à l'objectif souhaité. Cela ne pousse pas l'individu dans une démarche de réflexions et de propositions sur ses propres pratiques mais plutôt dans un processus d’attaque/défense face aux critiques.
- Un apprentissage en boucle double, où l'individu ne cherche pas seulement à attendre une consigne donnée mais se pose la question de la raison pour laquelle il doit le faire. Cela pousse l'individu dans une démarche de réflexions et de propositions qui lui permettront d’aller de l’avant. Les employés comme l’entreprise bénéficieront de cet apport de connaissances apportant un véritable potentiel de changement.

Il semble donc important pour maintenir une attitude saine au sein d’une entreprise, de ne pas chercher à rendre le monde merveilleux mais bien à aider le salarié à être proactif dans le but de trouver des solutions meilleures. On gère ainsi au mieux la connaissance de chacun puisque tout le monde, au sein de l’entreprise, propose des améliorations en fonction de ses connaissances. Ces dernières étant par ailleurs issues de leurs savoirs implicites et de leurs réflexions.

## Limites
La connaissance des valeurs éthiques de l’entreprise au niveau des employés. Trevino (2006) a découvert que la plupart du temps les employés ne sont même pas au courant de la politique éthique de l’entreprise et que cela serait dû au mode de transmission d’informations en entreprise. Eileen C. Shapiro propose dans son livre Surf Managerial une définition de la charte : c'est à peine plus « qu'un talisman exhibé en lieu public afin de conjurer les esprits malfaisants ».

## Directions

### Générale
Voici les questions que doivent se poser dirigeants qui veulent vérifier s'ils exploitent pleinement et efficacement les connaissances :
| Généralités | Identification |
| --- | --- |
| 1. Stratégie : notre entreprise dispose-t-elle d'une mission, d'une vision et d'une stratégie claires ? 2. Partage : y a-t-il des conflits d'intérêts au sein de notre entreprise ? 3. Style : la culture dans notre organisation est-elle basée sur la confiance, le respect, la collaboration et le professionnalisme ? 4. Collaborateurs : les collaborateurs sont-ils fortement motivés pour contribuer aux objectifs de l'entreprise ? 5. Qualifications: notre entreprise dispose-t-elle des compétences pour soutenir sa stratégie ? 6. Structure : sommes-nous très bien organisés (c'est-à-dire avons-nous la structure organisationnelle et les processus) pour atteindre nos objectifs ? 7. Systèmes : disposons-nous des meilleurs systèmes d'information ? | 1. Nous savons quelles sont les connaissances nécessaires au support de notre stratégie. 2. Si vous demandez à n'importe quelle personne de l'entreprise où se situe notre expertise principale, vous obtiendrez toujours la même réponse. 3. Nous sommes encouragés à retrouver la connaissance existante afin d'éviter de réinventer la roue. 4. Dans notre entreprise, tous les collaborateurs savent qui sait quoi. 5. Nous savons trouver la connaissance disponible. 6. Notre structure organisationnelle reflète nos domaines de spécialisation. 7. Nous disposons de systèmes permettant de retrouver facilement la connaissance que nous possédons. 8. Je me demande souvent de quelles connaissances j'ai besoin pour accomplir mes tâches actuelles et futures. 9. Je sais ce que je sais. |
| Création | Stockage |
| 1. Nous avons une stratégie explicite pour le développement (exemple : recherche et développement) et l'acquisition de connaissances (exemple : recrutement, partenariats, fusions et acquisitions). 2. Dans notre entreprise nous avons convenu de la méthode d'obtention des nouvelles connaissances. 3. Nous sommes encouragés à acquérir et/ou développer de nouvelles connaissances. 4. Les collaborateurs cherchent à apprendre et à explorer de nouvelles méthodes de travail. 5. Nous savons comment innover. 6. Nous avons développé des méthodes de création de nouvelles connaissances (exemple : partenariats avec l'université, stages, rotations de poste). 7. Nous disposons de systèmes efficaces pour capturer et partager de nouvelles idées et expériences. 8. J'aime apprendre. 9. Je sais développer efficacement de nouvelles connaissances quand j'en ai besoin. | 1. Nous avons une stratégie claire pour le stockage de nos capitaux intellectuels. 2. Nous partageons une vision commune des connaissances devant être stockées. 3. La hiérarchie encourage les collaborateurs à emmagasiner les expériences et les leçons apprises et à les rendre accessibles. 4. Les collaborateurs contribuent (temps et effort) à la constitution de la base de connaissances de l'entreprise. 5. Nous savons comment et où stocker nos connaissances pour leur réutilisation par d'autres. 6. Les rôles et responsabilités pour le stockage et la maintenance des connaissances sont assignés. 7. Nous disposons de systèmes performants — bases de données, intranets, etc. — où nous pouvons stocker facilement nos connaissances documentées. 8. J'apprécie de pouvoir contribuer à la base de connaissances de l'entreprise. 9. Mes connaissances personnelles sont effectivement rendues accessible aux autres. |
| Partage | Utilisation |
| 1. La stratégie de notre entreprise ne peut être suivie que si les connaissances sont partagées. 2. Dans notre organisation, "partage des connaissances = pouvoir" s'applique plus que "possession des connaissances = pouvoir". 3. La hiérarchie motive les collaborateurs à partager leurs connaissances en instaurant un climat de confiance (incitations, temps et ressources disponibles). 4. Nous passons du temps à partager nos idées et expériences avec d'autres, même si cela ne correspond pas directement à notre travail. 5. Nous savons comment partager nos connaissances de manière optimale. 6. Notre organisation (départements, réunions) ne présente aucune barrière au partage des connaissances. 7. Nous avons les systèmes appropriés (bases de données, intranets, salles de réunion, et courriel) de supports au partage des connaissances. 8. J'apprécie de partager mes idées et expériences avec d'autres. 9. En partageant mes connaissances j'ai apporté une contribution significative à l'entreprise. | 1. Nous avons une approche systématique orientée vers l'utilisation optimale des connaissances dans nos processus métier. 2. Nous disposons d'une méthode commune pour optimiser l'utilisation de nos connaissances. 3. Nous sommes encouragés à utiliser les connaissances disponibles. 4. Nous appliquons nos connaissances à l'amélioration et à l'innovation. 5. Nous savons comment utiliser les connaissances disponibles dans notre travail. 6. Nous savons comment relier les connaissances aux activités et processus métier. 7. Nous disposons de systèmes qui facilitent l'utilisation des connaissances disponibles. 8. J'utilise volontiers les connaissances des autres pour devenir plus efficace, plus performant... 9. Je préfère utiliser les idées et suggestions des autres, plutôt que réinventer les miennes. |

Il est important de motiver les employés à l'utilisation des outils de gestion des connaissances pour la réussite de la démarche. Pour motiver les employés à l'utilisation des outils on peut:
- Motiver les encouragements économiques
- Consacrer du temps pour la contribution aux outils de gestion de connaissances.
- Faire comprendre aux employés que leur savoir ne leur apporte pas de pouvoir

### Système d'information
Les acteurs d'une organisation ne doivent pas se limiter à la consommation d'informations brutes. Après avoir vérifié les informations (sources, origines), ils doivent veiller aux usages de celles-ci, ce qui signifie interprétation, structuration, capitalisation, et partage des connaissances.
Dans ce cadre, les systèmes d'information constituent un élément central pour tout type de stratégie de gestion des connaissances. L'essor de la politique de refonte de la gestion des connaissances est à mettre en parallèle avec la nouvelle tendance d'architecture des systèmes d'information : l'architecture orientée services (SOA).
En ce qui concerne l'approche plus technique de la gestion des connaissances, c'est-à-dire celle qui emploie des moyens informatiques, il est important de faire la différence entre les accès et le contenu, qui sont deux marchés très différents.
Il faut faire attention aux expressions qu'emploient les éditeurs de contenu, de solutions intranet et de logiciels : ils ont tendance à donner à l'expression "gestion des connaissances" (surtout sous son nom anglais de knowledge management (KM)) un sens qui revient à parler en fait de gestion du contenu (content management) ou de gestion d'information (information management), c'est-à-dire peu ou prou de recherche documentaire (moteurs de recherche) associée à de l'indexation. Ce « KM » là ne peut pas être qualifié de gestion des connaissances stricto sensu. Récemment, a été créé le concept de cognition pour bien faire cette différence avec la gestion d'informations et de contenus.
Néanmoins la gestion de contenu a une importance capitale en termes de propriété intellectuelle. D'autre part, elle a des implications très fortes en normalisation.

### Ressources humaines
Cependant la gestion des connaissances ne se limite pas à son approche technique. Il existe d'autres pratiques, en organisation et ressources humaines notamment, qui ont vocation à gérer de la connaissance. Celles-ci se retrouvent aujourd'hui sous des termes comme formation et gestion des compétences. Et ce d'ailleurs dans une perspective beaucoup plus fidèle puisque l'approche technique de la gestion des connaissances est victime d'une confusion terminologique entre connaissance, information, et données.

### Intelligence économique et marketing
L'exploration de données (aussi appelé  fouille de données, forage de données ou encore data mining pour les anglophones), est la pratique (par des moyens automatiques ou semi-automatiques) de la recherche et de l'exploration de grands ensembles de données ayant pour résultat la découverte de motifs significatifs et de règles. Pour faire cela, le data mining utilise des techniques informatiques empruntées à la statistique, et la reconnaissance de motifs récurrents dans de grandes masses de données récolté par un système d'information. Les résultats des analyses Data Mining ont pour but de connaître le comportement d'un usager, inférer puis prévoir son comportement. Ainsi, ce sont les résultats du datamining qui génèrent ce type de connaissance pour l'organisation (Knowledge Discovery)[réf. nécessaire]. En entreprise, le data mining s'utilise principalement en :
- Marketing: la connaissance du client, son comportement plus précisément est essentiel pour: mieux cibler les clients, les fidéliser, améliorer les forces de vente, améliorer la relation client.
- Gestion des risques: Principalement dans le secteur bancaire et assurantiel. Il s'agit de connaître des clients ou partenaires à risque et mesurer ce risque. Cette information est indispensable pour la banque ou l'assurance car constitue le cœur de son métier.

## Gestion du capital de connaissance
Le capital de connaissance n'est pas seulement composé des expertises techniques des centres de recherche. Il comprend aussi les expertises dans tous les métiers, et aussi différentes formes de capital. On parle aussi de capital immatériel.
L'information est la principale richesse des organisations modernes, la valeur de marché d'une entreprise comprend son capital financier, et son capital de connaissance. Le Knowledge management, dans sa définition, collecte, organise, structure, et analyse des informations tacites et explicites, ce qui est donc source d’investissements pour les organisations.
L'implémentation d'un système de gestion des connaissances représente des coûts non négligeables, les dirigeants souhaitent donc pouvoir calculer un retour sur investissement (ROI : Return on investment). Il est très difficile de calculer le ROI pour un projet de gestion des connaissances car cela en revient à évaluer quantitativement la valeur de la connaissance acquise par les acteurs de l'entreprise, comme il a été dit très justement dans un article d'Emmanuelle Delsol « Peut-on imaginer un seul instant calculer le retour sur investissement (ROI) d'un abonnement à une bibliothèque, d'une visite au centre culturel ou de l'inscription d'un enfant à l'école ? Chiffrer les bénéfices de la gestion des connaissances en entreprise relèverait d'une démarche similaire... cela impliquerait de trouver un outil de mesure pour l'immatériel !»
Avant de se lancer dans cette démarche de gestion des connaissances, les organisations ont intérêt à en évaluer les coûts et les gains et donc d’en évaluer le retour sur investissement.
On admet ainsi que la valeur sur le marché d'une entreprise comprend son capital financier, et son capital de connaissance.
Le capital de connaissance est lui-même évalué par une cartographie de connaissances. Il comprend plusieurs types de capital :
- le capital intellectuel,
- le capital humain,
- le capital structurel,
- le capital client,
- le capital organisationnel,
- le capital d'innovation,
- le capital processus.

On distingue les connaissances tangibles (identifiables) et intangibles, ainsi que les connaissances mesurables (par la création d'une norme) et difficilement mesurables. L'axe tangible / intangible pourrait être mis en rapport avec les actifs tangibles (physiques, biens) et intangibles (connaissances, services). La manière de gérer les actifs immatériels pour créer de la valeur est déterminante pour la valeur de l'entreprise en général, et révèle la capacité d'évolution de l'organisation et la qualité du programme de gestion des connaissances.
Sur les aspects macroéconomiques, voir :
- Société de la connaissance, et sur les aspects économiques, économie du savoir ;
- l'article Capital sur les différentes formes de capital, en particulier l'article capital social relatif aux aspects culturels, et l'article capital cognitif relatif à la connaissance et au savoir ;
- les normes établies pour les comptabilités publiques en Europe à des fins de mesure et de comparaison, dans l'article : Comptabilité nationale.

Selon la méthode macroéconomique, le capital connaissance intègre :
- la valeur comptable de l'entreprise
- la capitalisation boursière de celle-ci
- les autres apports.

Selon L. Edvinsson et M. Malone, le modèle macroéconomique est résumé par le ratio :
CIV = Prix de l'action * nb d'actions en circulation / valeur comptable
Cela correspond à l'estimation du ratio des actifs immatériels (ou actifs intangibles) de l'entreprise (CIV voulant dire Calculating Intangible Value).
Remarques :
- Ce ratio n'intègre pas la valeur comptable des immobilisations (terrains...) ;
- Ce ratio n'intègre pas l'estimation des résultats futurs de l'entreprise, souvent présente dans le prix de l'action ;
- Ce rapport est utile dans le cadre d'entreprises dans le même secteur d'activité ;
- Il doit être utilisé à des fins de comparaison.

Ce ratio est intéressant pour les entreprises de nouvelles technologies, du point de vue du capital humain ou du capital d'innovation.
Il est intéressant de rapprocher le ratio du CIV des nouvelles normes comptables IFRS, qui intègrent depuis 2001 des produits dérivés, basés sur des actifs sous-jacents.
Se lancer dans une démarche de gestion des connaissances suppose d'en évaluer les gains et les coûts. L'un des premiers chantiers sera donc d'évaluer le retour sur investissement, au moins grossièrement, quitte à affiner cette estimation dans des phases ultérieures du projet. C'est le chantier le plus difficile à mettre en œuvre avec celui de conduite du changement, car il mesure les capacités d'évolution de l'organisation.
Cinq questions se posent :
- Quel est le capital de connaissance de l'organisation ?
- Quel lien y a-t-il entre ce capital et les connaissances individuelles ?
- Comment attribuer une valeur à ce capital ?
- Quels sont les gains qui résulteront d'un projet de gestion des connaissances ?
- Comment évaluer les coûts de mise en œuvre ?

Une autre question se pose :
Quels seraient les coûts d'un dysfonctionnement de l'organisation, liés à des risques mal pris en compte du fait d'informations non croisées : risque pays, risque concurrentiel, risque de perte de compétence, risque de réputation, risque juridique,... ?
Quel prix est-on prêt à payer pour que ces risques ne se produisent pas ?
Un projet de gestion des connaissances doit idéalement être coordonné avec la gestion des risques qui elle-même nécessite des expertises pointues, et mobilise un réseau transversal comme la gestion des connaissances. Il doit aussi être intégré dans l'intelligence économique (sur la surveillance de l'environnement externe).

### Coûts
Il y a deux types de coûts :
- Les coûts d'investissement,
- Les coûts d'exploitation (récurrents).

Les coûts d'investissement comprennent :
- les coûts en conseil, pour l'analyse et la définition ;
- les coûts de mise en œuvre de la nouvelle organisation : formation, organisation des postes ;
- les coûts du nouveau système d'information : matériel informatique, réseau, logiciels, paramétrage, développement ;
- les coûts de redéfinition des processus ;
- les coûts de codification, de transfert, et d'acquisition des connaissances existantes ;
- les coûts de formation ;
- les coûts de conduite du changement.

Les coûts d'exploitation récurrents comprennent :
- les coûts des ressources nécessaires au maintien du processus de partage des connaissances (typiquement le webmaster) ;
- les coûts de mise à jour des processus ;
- les coûts de gestion des moyens de mesure de la performance ;
- les coûts de reconnaissance des acteurs contribuant au projet ;
- les coûts d'exploitation des nouveaux systèmes d'information introduits dans la gestion des connaissances, et les coûts induits.

### Gains
À ce jour il n'existe pas une méthode de référence permettant d'évaluer un retour sur investissement, les théoriciens cherchent toujours à établir un cadre normatif pouvant apporter la preuve d'un bénéfice quantitatif.
Calculer de façon très pragmatique la valeur ajoutée générée par un système de gestion des connaissances s'avère très complexe. Il est possible de se référer à des indicateurs afin de mesurer la performance d'un système de gestion des connaissances. En voici une énumération non exhaustive :
- Enquêtes, entretiens et calcul de taux de satisfaction,
- Mesures subjectives qui quantifient la perception des individus en assignant des valeurs et des poids,
- Tableau de bord de la performance en gestion des connaissances, méthode d'évaluation de la performance de la gestion des connaissances fondée sur l'approche par tableau de bord prospectif.
- La méthode de cas de réussite

## Gestion de l'immobilisme: des connaissances aux actes?
Ce ne sont pas les connaissances qui manquent aujourd’hui dans le monde de l’entreprise. Les entreprises disposent de nombreuses données diverses et variées :
- l’expérience,
- les connaissances des collègues,
- le savoir des employés,
- les consultants,
- la base informatique,
- les données fournies par leurs fournisseurs,
- celles de leurs clients.

Pourtant un fossé demeure entre la connaissance et l’action, souvent difficile à franchir. L’inertie n’est pas causée par l’indifférence mais par le décalage entre savoir et faire. Cet immobilisme est dû à la volonté de mettre des discours à la place des actes. En effet, contrairement aux actes, les discours entrainent peu de risques. Il est toujours plus facile de brasser du vent. En effet, si certains discours visent réellement à initier des actions utiles au fonctionnement de l’entreprise, d’autres, bien formulés et élégants, se contentent d’ébaucher des décisions qui sembleraient résoudre le problème réellement. Malheureusement, ce sont ces derniers discours, véritables obstacles à l’action, qui sont les plus porteurs et écoutés.

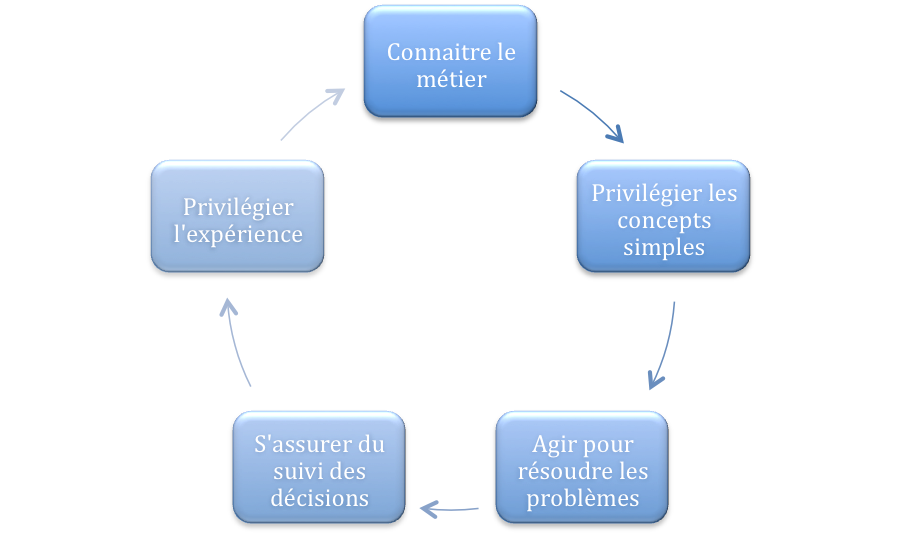
Résorber la différence entre "savoir" et "faire".

Pourquoi les dirigeants d’entreprise laissent-ils le discours se substituer aux actes ? Passer à l’acte est difficile. Il est plus aisé de prendre une attitude critique, de dénigrer, sans proposer véritablement quelque chose à la place. Certaines entreprises font le nécessaire pour ne pas substituer les actions aux paroles. Jeffrey Pfeffer, professeur à la Graduate School of Business de l’université de Stanford, et Robert Sutton, professeur d'Ingénierie et de Sciences du Management à la Stanford Engineering School, relèvent cinq caractéristiques propres aux dirigeants de ces sociétés.
- Connaître le métier :

Les dirigeants qui connaissent leurs métiers, qui mettent véritablement la main à la pâte parviennent à ne pas être dupes des beaux discours. Le langage direct et les concepts simples débouchent plus facilement sur des actes. En connaissant véritablement le travail de ses employés, le dirigeant réussit à proposer des moyens pour surmonter les obstacles rencontrés et à s’assurer que ses décisions sont véritablement suivies d’un effet. Enfin, le dirigeant privilégie l’expérience et invite ses employés à prendre l’initiative d’apporter des améliorations plutôt que de se lamenter.
- Privilégier les concepts simples :

Le concept complexe est l'arme de l'immobilisme dans la parole. Par opposition, le concept simple est plus compréhensible par tout le monde et plus facilement explicable, il favorise donc le passage à l'acte.
- Agir pour résoudre les problèmes :

Il est possible de rester dans la parole sans jamais passer aux actes. Ce phénomène se retrouve dans le syndrome de "la réunionite" qui consiste à faire des réunions pour prévoir d'autres réunions. Au contraire, pour réduire le décalage entre Savoir et Faire, il faut décider de passer à l'acte.
- S'assurer du suivi des décisions :

Souvent, les décisions sont prises mais il n'y a pas de responsable qui s'assure du suivi et il n'y a pas d'avancée. En réunion, lorsqu'une décision est prise, il faut donc choisir un responsable de la mise en place pour assurer le passage à l'acte.
- Privilégier l'expérience :

Certaines entreprises réduisent le décalage en encourageant la prise d'expérience. L'idée n'est plus de privilégier la réussite mais l'essai. On lance des projets pour acquérir de l'expérience, l'échec du projet étant toléré. Il s'agit là d'échouer rapidement, lorsqu'il n'y a pas encore beaucoup d'impact, plutôt que d'échouer tardivement avec beaucoup d'impact négatif.

## Méthodes

### KADS
KADS (Knowledge Acquisition and Documentation Structuring) est une méthode de conception des systèmes à base des connaissances.
Objectifs :

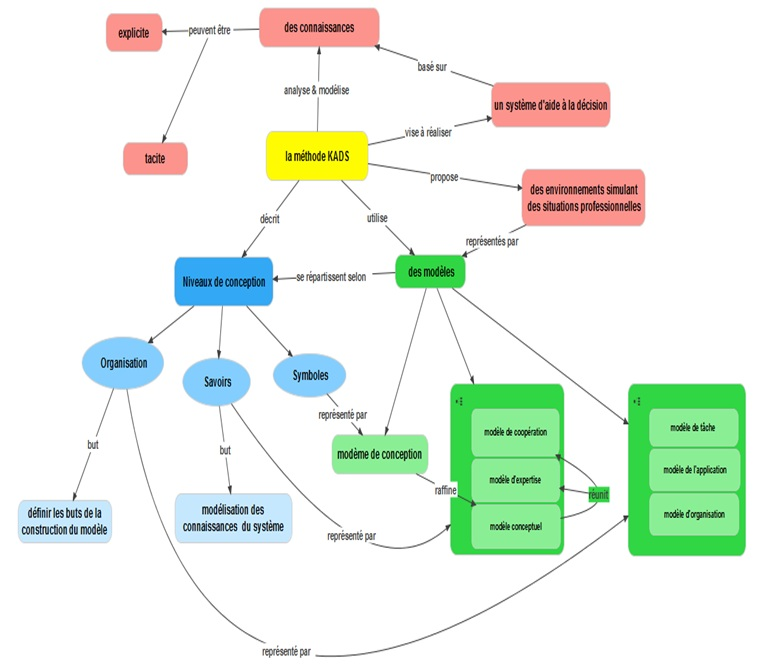
les principaux concepts de la methode KADS

proposer un processus d’acquisition des connaissances d’un expert ou groupe d’experts, dans le but de modéliser l’ensemble des connaissances d’une organisation afin de réaliser un système d’aide à la décision basé sur la connaissance.
KADS est une méthode dirigé par les modèles :
- modèle de l'organisation
- modèle de l'application
- modèle des tâches
- modèle d'expertise
- modèle de coopération
- modèle conceptuel
- modèle de conception
- modèle des agents

### MKSM
MKSM (ou MASK) est une méthode de gestion de la connaissance conçu par le groupe Gestion des Connaissances de la direction de l’information Scientifique et Technique du Commissariat à l’énergie atomique (CEA).
Objectifs :
- - Concevoir des bases théoriques importants et solides ;
  - Mettre à disposition des méthodes et outils simple d’utilisation ;
  - Fournir des résultats visibles rapidement ;
  - Proposer un panel d’outils variés ;
  - Baser sur l’expérience ;
  - Dégager un investissement ;

Principes :
Les principes de la méthode MKSM est la conception d’un macroscope qui permettrait l’observation et la maîtrise de système complexe axé autour de la gestion de connaissance.

### REX
L’objectif de la méthode REX est de sauvegarder et de mutualiser la connaissance créée par retour d’expérience des intervenants. C'est une méthode dite de mémorisation continue pour retour d'expérience.
On cherche via cette méthode de limiter la réalisation d’erreur déjà survenue dans le passé.
Pour centraliser ces informations, la méthode REX repose sur le processus suivant :
- Regrouper les éléments ayant un rapport avec l’expérience vécue (graphique, commentaire, vidéo…)
- Décrire ces informations dans un document normalisé

La méthode REX vise à une propagation transversale des informations.

### BSC
Tableau de bord prospectif (Balanced Score Card ou BSC)

### KOD
La méthode KOD (pour Knowledge Oriented Design) est une méthode de gestion des connaissances déposée par CISI ingénierie qui se fonde sur une approche anthropologique et a pour but essentiel la modélisation de l'entreprise.
La mise en œuvre de la méthode KOD repose sur l'élaboration de trois modèles successifs : le modèle pratique, le modèle cognitif et le modèle informatique.

## Métiers
- Administrateur des connaissances
- Analyste des connaissances
- Animateur de communauté de pratiques
- Architecte de connaissances
- Chef de projet "portail de Knowledge Management"
- Courtier en connaissances
- Éditeur de connaissances
- Gestionnaire des connaissances ou knowledge manager
- Gestionnaire de contenu
- Ingénieur des connaissances
- Propriétaire de connaissances
- Responsable Knowledge Management

### Courtiers du savoir
De nombreux individus se retrouvent submergés par les informations qu'ils reçoivent, par exemple les informations issues d'Internet, « écosystème de technologies d'interruption » qui, selon l'écrivain Nicholas G. Carr, peut conduire à l'avènement d'une pensée zapping (pour la génération numérique, transition de la lecture du livre imprimé vers la lecture numérique, théories de l'Hyper attention (en)) et du Human multitasking). Du fait d’une centralisation complète de la gestion des connaissances, il manque à cette capitalisation intellectuelle la structuration nécessaire pour qu’il en découle les connaissances individuelles nécessaires à chacun.
Cette approche centralisée montrant ses limites, il existe une autre approche de gestion des connaissances qui s'intéresse à son utilisation par les opérationnels. Elle propose ainsi de classer, structurer et catégoriser les informations. De même, il est important de prendre en compte la sécurité de l'information en définissant des règles de diffusion et de partage, en fonction de profils d'utilisateurs. Se posent alors des questions d'éthique, de droit, et d'organisation.
Dans ce contexte, un nouveau métier a émergé afin de faciliter le transfert et l’échange des connaissances, de là ou elles sont abondantes à là où elles sont réellement requises et désirées. Les courtiers du savoir (knowledge broker (en)) sont présentés comme des acteurs se déplaçant entre deux mondes, les producteurs de savoir et les utilisateurs de savoir. Leur travail ne consiste pourtant pas seulement à servir de véhicule entre les deux mondes ; ils opèrent d’une triple manière : ils mettent les savoirs en circulation, les traduisent et les solidifient. Ils établissent en fait des connexions très particulières transitoires, temporaires et flexibles. Le courtier du savoir peut aussi bien travailler dans le secteur public que privé en vue de réaliser des profits ou à titre bénévole.
Le Knowledge intensive business services (en) est un service immatériel spécifique. C’est un knowledge broker qui recherche le profit et s’adresse essentiellement aux autres entreprises. Il emploie une proportion importante de salariés hautement qualifiés et scientifiques.

## Outils
- Si vous ne connaissez pas le sujet, laissez ce bandeau (vous pouvez alors contacter les auteurs).
- Si vous supprimez le contenu mis en cause (vous pouvez préalablement contacter les auteurs),

argumentez précisément cette suppression dans la page de discussion
(un manque de référence n'est pas un argument ; une recherche réelle de référence doit avoir été effectuée, être formellement documentée).
Les entreprises ont compris la nécessité de favoriser le partage des connaissances. Pour y arriver, des solutions ont été choisies. Malheureusement, une grande partie de celles mises en place ne sont pas appropriées ou ne le sont que partiellement ; deux des principales raisons sont la confusion qui est faite entre connaissances et informations et la non prise en compte des deux facettes de la connaissance.
Les outils de gestion des connaissances ont comme support essentiel l’informatique. La connaissance explicite, par définition, est une connaissance que l’on peut inscrire sur un support, ce qui n’est pas le cas de la connaissance tacite, or l’essentiel de la connaissance détenue par une personne est tacite. Les outils de gestion des connaissances ayant un support numérique permettent de gérer uniquement de la connaissance explicite et sont par conséquent insuffisants. Il y a un déséquilibre dans les solutions mises en place par les organisations.
Le terme base de connaissances trouve son origine dans la confusion faite entre connaissance et information. Ces bases sont en fait des bases d’informations sur des situations vécues par des gens et sur des connaissances détenues par certaines personnes. Les entreprises n’hésitent pas à enrichir ces bases, qui deviennent très vite de véritables usines à gaz, qui vous submergent d’informations de tous genres, pertinentes ou non.